# Nhật Tân, Kim Bảng
Nhật Tân là một xã thuộc huyện Kim Bảng, tỉnh Hà Nam, Việt Nam.

## Địa lý
Xã Nhật Tân có diện tích 4,69 km², dân số năm 1999 là 9.278 người, mật độ dân số đạt 1.978 người/km².
Xã có vị trí địa lý:
- Phía bắc giáp xã Đại Cương và xã Nhật Tựu
- Phía tây giáp xã Đồng Hóa
- Phía nam giáp xã Văn Xá
- Phía đông giáp xã Hoàng Tây.

## Hành chính
Xã Nhật Tân bao gồm 15 xóm: xóm 1, xóm 2, xóm 3, xóm 4, xóm 5, xóm 6, xóm 7, xóm 8, xóm 9, xóm 10, xóm 11, xóm 12, xóm 13, xóm 14 và xóm 15.

## Giao thông
Các tuyến, hệ thống giao thông quan trọng đi qua xã Nhật Tân:
- Tỉnh lộ 498: nối quốc lộ 21 với quốc lộ 38 qua 6 xã của huyện Kim Bảng là Khả Phong, Thụy Lôi, Ngọc Sơn, Đồng Hóa, Nhật Tân và Nhật Tựu.
- Tỉnh lộ 498B: nối quốc lộ 21B với quốc lộ 38 qua 4 xã, thị trấn của huyện Kim Bảng là thị trấn Quế, Văn Xá, Nhật Tân và Nhật Tựu.

## Văn hóa

### Di tích
Đinh Nhật Tân là Di tích lịch sử cấp quốc gia có từ thời nhà Đinh, do tướng quân Lưu Quyền xây dựng để thờ các vị tướng thời Hùng Vương đã âm phù Vua Đinh đánh dẹp loạn 12 sứ quân.
Thời vua Đinh Bộ Lĩnh dẹp loạn 12 sứ quân, ở xã Lưu Xá, huyện Kim Bảng, phủ Lý Nhân, đạo Sơn Nam có một người tên là Lưu Quyền theo vua đi đánh sứ quân Đỗ Cảnh Thạc ở Đỗ Động. Khi đi qua miếu cổ thờ Trung Thành phổ tế đại vương ở xã Đa Chất, vua Đinh Tiên Hoàng vào đền thờ làm lễ cầu đảo xin được âm phù. Nhân đó, Lưu Quyền thành tâm cầu xin thần anh linh, phù trợ và hứa sau này chiến thắng quay trở về đền xin tro hương về làng xây đền phụng thờ. Dẹp xong loạn 12 sứ quân, Đinh Bộ Lĩnh lên ngôi, luận công phong thưởng. Lưu Quyền công lao to lớn được vua phong chức là Thủy tào phán sự. Ban phong mỹ tự Trung thành phổ tế đại vương "Đại linh cảm chiếu ứng". Sắc chỉ cho phép 72 nơi phụng thờ. Thủy tào phán sự Lưu Quyền biểu tấu xin vua cấp thêm một đạo sắc nữa về xã Lưu Xá cùng nhân dân xây đền thờ trên khu đất hình chim phượng. Cửa đền nhìn về phía Tây Nam, đôi câu đối nhấn vữa ở mặt bên cột đồng trụ còn ghi: Hưởng thần hữu sở đinh triều khải tự chí kim, Tụ tộc vi hương lạc tuần hợp quy tự tích Nghĩa là: Hưởng phúc ở sinh từ của thần, đền thờ được lập nên từ triều đình vua Đinh đến nay.
Đình Nhật Tân được xây dựng trên một khu đất rộng và thoáng mát. Trước Đình là một hồ nước hình chữ nhật có diện tích khoảng 3 mẫu ta. Công trình kiến trúc nghệ thuật Đình thôn Nhật Tân- xã Nhật Tân bề thế, đồ sộ. Trải qua hàng trăm năm, nhân dân địa phương đã giữ gìn bảo quản ngôi đình tương đối nguyên vẹn. Dựa vào các tư liệu thành văn: thần phả, sắc phong, đại tự, câu đối... đồ thờ tự, kiến trúc nghệ thuật có thể xác định đình Nhật Tân được xây dựng vào thời Hậu Lê (Thời Lê Trung Hưng – 1459) và lần trùng tu gần nhất vào năm thứ 5 niên hiệu Tự Đức(1852). Hiện nay đình vẫn còn giữ được tương đối nguyên vẹn kiến trúc cổ. đặc biệt là số lượng đồ thờ tự, cổ thư hết sức phong phú đa dạng bao gồm nhiều thể loại, chất liệu khác nhau vừa quý hiếm vừa có giá trị lịch sử- văn hoá cao tiêu biểu của thời Hậu Lê và thời Nguyễn.

## Kinh tế
Nhật Tân ngoài trồng lúa, chăn nuôi thì xã còn có rất nhiều nghề khác nhau. Nghề dệt vải có ở đây rất lâu. Nghề mộc cũng khá phát triển rải rác khắp các xóm. Nghề mây tre đan ở xã cũng phụ giúp cho lao động xã những lúc nông nhàn. Các nghề phụ trợ cho nhóm dệt, mộc như may, thêu thùa, khảm. Một số khác có nghề gom phế liệu... Với đông đảo các hộ tham gia các nghề và nghề thủ công truyền nên Nhật Tân được coi là một xã đa nghề giải quyết việc làm tại chỗ cho nhiều lao động với mọi lứa tuổi và trình độ văn hóa. Chợ Sàng là chợ truyền thống nơi trao đổi hàng hóa của xã và vùng lân cận. Về công nghiệp xã nằm ngay sát khu công nghiệp Đồng Văn IV. Khu công nghiệp này một phần nằm ở phía bắc xã đang trong quá trình lấp đầy dần và sẽ tạo nhiều việc làm cho các lao động trẻ ở xã thúc đẩy kinh tế hộ gia đình ở các xóm.